# Mutual (Oklahoma)
Mutual é uma cidade  localizada no estado norte-americano de Oklahoma, no Condado de Woodward.

## Demografia
Segundo o censo norte-americano de 2000,  sua população era de 76 habitantes.
Em 2006, foi estimada uma população de 78, um aumento de 2 (2.6%).

## Geografia
De acordo com o United States Census Bureau,  Mutual tem uma área de
0,7 km², dos quais 0,7 km² cobertos por terra e 0,0 km² cobertos por água. Localiza-se a aproximadamente 571 m acima do nível do mar.

## Localidades na vizinhança
O diagrama seguinte representa as localidades num raio de 28 km ao redor de Mutual.